# Dominique Maillard
Pour les articles homonymes, voir Maillard.
Dominique Maillard, né à Paris le 28 mars 1950, a été président de RTE (Réseau de Transport d'Électricité), le réseau public français de transport d’électricité à haute (HT) et très haute tension (THT) de 2007 à septembre 2015.

## Biographie
Diplômé de l’École polytechnique et ingénieur du corps des Mines, il commence sa carrière, en 1974, comme chef de la division énergie à la DRIR (Direction Régionale de l’Industrie et de la Recherche) d’Ile-de-France et chef de mission auprès du Préfet de région. De 1978 à 1982, il devient directeur du service économique puis du service des économies de matières premières à l’Agence pour les économies d'énergie. De 1982 à 1984, il est rapporteur de la Commission de l’énergie des 8e et 9e plans, en tant que secrétaire général de l’Observatoire de l’énergie.
À partir de 1984, il œuvre au sein de la Direction générale de l'énergie et des matières premières, d'abord comme directeur adjoint de la direction du gaz, de l’électricité et du charbon au ministère de l’Industrie, dont il est directeur de 1991 à 1995. À ce titre, il est commissaire du gouvernement auprès d’EDF, de GDF et de Charbonnages de France.
De décembre 1995 à 1998, il passe à la SNCF comme directeur de l’économie, de la stratégie et des investissements.
En octobre 1998, il devient directeur général de l’énergie et des matières premières au ministère à l’Industrie, qu’il quitte en 2007. À ce titre, il a été commissaire du gouvernement auprès de la Commission de régulation de l'énergie (CRE) et représentant français au comité de direction de l'Agence internationale de l'énergie (AIE) qu'il a présidé en 2002 et 2003.
Dominique Maillard a assuré par ailleurs la présidence de l'Association des anciens élèves de Mines ParisTech de 2000 à 2004 et la vice-présidence de l'Amicale des ingénieurs du corps des mines de 2002 à 2008.
En 2007, il devient le second président du RTE (Réseau de Transport d'Electricité), nouvelle structure de transport de l’électricité, filiale indépendante du groupe EDF. Il est reconduit à ce poste en 2010. Atteint par la limite d'âge, il est remplacé dans ce poste le 1er septembre 2015 par François Brottes.

## Interviews
Dominique Maillard affirme être un adepte du consensus : "Je préfère la recherche de compromis à l'affrontement ou au Blitzkrieg, qui ne donnent que des solutions éphémères".
Il s’est exprimé dans La Tribune et Les Échos en faveur d’une Europe de l’énergie, notamment en termes d’interconnexion du réseau de transport. Il est aussi favorable à une interconnexion plus large avec les pays méditerranéens.

## Décorations
- Commandeur de l'ordre national du Mérite. Il est promu commandeur par décret du 14 novembre 2012[9]. Il était officier du 28 septembre 1999.
- Commandeur de la Légion d'honneur. Il est promu commandeur par décret du 13 juillet 2015[10]. Il était officier du 9 avril 2004.